# The Cardigans
The Cardigans je švédská hudební skupina založená v roce 1992 v Jönköpingu. Styl jejich hudby se měnil od desky k desce od indie rocku, popu 60. let až po rock. Debutové album s názvem Emmerdale vyšlo v roce 1994 a zaznamenalo úspěch v tuzemsku a dokonce i v Japonsku. Definitivní průlom však znamenalo o rok později vydané album Life. Jejich nejznámějšími hity jsou "Erase/Rewind", "My Favourite Game" a "Lovefool".

V lednu 2008 vyšla výběrová deska Best Of, na které shrnuli své 14leté působení. Album obsahuje 21 hitů (žádné nové písně) a existuje i dvoudisková verze s raritami a bonusy.

## Obsazení
- Nina Persson – zpěv
- Peter Svensson – kytara
- Magnus Sveningsson – basová kytara
- Lars-Olof Johansson – klávesy a kytara
- Bengt Lagerberg – bubny

## Diskografie

### Studiová alba
- 1994 - Emmerdale
- 1995 - Life
- 1996 - First Band on the Moon
- 1998 - Gran Turismo
- 2003 - Long Gone Before Daylight
- 2005 - Super Extra Gravity
- 2008 - Best Of